# Murvica Gornja
Murvica Gornja est un village de la municipalité de Poličnik (Comitat de Zadar) en Croatie. Au recensement de 2011, le village comptait 253 habitants.